# Humphrey Richard Tonkin
Humphrey Richard Tonkin (Truro, 2 dicembre 1939) è un esperantista e letterato britannico naturalizzato statunitense.
Humphrey Tonkin viene dalla Gran Bretagna ma vive ora negli Stati Uniti. Professore di letteratura inglese, specialista del periodo rinascimentale nonché di Shakespeare.
Laureatosi a Cambridge, frequentò il dottorato all'Università Harvard ed è stato presidente dell'università di Hartford.

## Attività esperantista
Tonkin divenne esperantista nel 1956. Ha contribuito a fondare la Junularo Esperantista Brita. Dal 1961 al 1971 è stato dirigente della TEJO che ha presieduto dal 1969 al 1971. Nel 1963 quale tesoriere della TEJO, ha fondato la rivista Kontakto e ne è stato il primo redattore.
Durante il Congresso Universale d'Esperanto nel 1974, il comitato dell'Associazione Universale Esperanto lo elesse presidente, successore di Ivo Lapenna. Rimase in carica sino al 1980 e nuovamente dal 1986 al 1989. Tonkin nel periodo 2001-2004 è stato di nuovo all'interno del direttivo quale vicepresidente. Ha anche presieduto la Esperantic Studies Foundation ed è membro a pieno titolo dell'Accademia Internazionale delle Scienze San Marino.
Tonkin è presidente onorario della TEJO kaj membro del comitato dei patroni onorari dell'UEA. Inoltre è nel consiglio direttivo del Centro di Esplorazione e Documentazione del Problema Linguistico Mondiale, redige la sezione interlinguistica della bibliografia della MLA - Modern Language Association, prestigiosa bibliografia di linguistica e scienze letterarie. Egli è anche coredattore della rivista Language Problems & Language Planning (Problemi linguistici e pianificazione linguistica).  Ha scritto, redatto e tradotto importanti opere di esperantologia.
Ha anche contribuito all'attuale statuto dell'UEA, datato al 1980.

## Pubblicazioni
(selezione)
- Esperantologia estrogena ed endogena, su esperantic.org. URL consultato il 12 marzo 2018 (archiviato dall'url originale il 9 maggio 2008).
- Contribuito a BA1, BA2 e BA3.